# Marlene Zuk
Marlene Zuk (Filadelfia, 20 maggio 1956) è una biologa statunitense ed ecologista comportamentale.
Ha lavorato come professoressa di biologia presso l'Università della California, Riverside (UCR) fino al 2012, quando si è trasferita all'Università del Minnesota. I suoi studi riguardano principalmente la selezione sessuale e i parassiti.

## Biografia
Zuk è nata il 20 maggio 1956 a Filadelfia, in Pennsylvania, ed è originaria di Los Angeles. Ha iniziato ad interessarsi agli insetti già in giovane età. Ha insegnato all'Università della California, a Santa Barbara, per tre anni
Nel 1982, lei e WD Hamilton proposero l'ipotesi dei "buoni geni" della selezione sessuale. Nel 1986, Zuk inizia a frequentare l'Università del Michigan, dove consegue poi il dottorato. Completa la sua ricerca di post-dottorato presso l'Università del New Mexico. Nel 1898 entra a far parte della facoltà dell'Università della California, Riverside. Nell'aprile 2012 Zuk e suo marito, John Rotenberry, si trasferiscono all'Università del Minnesota, dove iniziano a lavorare presso il College of Biological Sciences.
Zuk ha ricevuto due lauree honoris causa: una dall'Università svedese di Uppsala (2010) e una seconda dall'Università finlandese di Jyväskylä (2016).

## Lavoro

### Campo di ricerca
La ricerca di Zuk riguarda l'evoluzione del comportamento sessuale (soprattutto in relazione ai parassiti), la scelta del partner e il comportamento degli animali. Un tema ricorrente negli scritti e nelle conferenze di Zuk riguarda il femminismo e le donne nella scienza. Nel 1996 Zuk ha ricevuto una borsa di studio continuativa dalla National Science Foundation per un'indagine sui modi in cui la selezione sessuale è influita dalla variazione delle femmine e su quali tratti dei maschi ne indicano il vigore.

#### Donne nella scienza
Zuk è attiva nella promozione delle donne nella scienza. Nel 2018, Zuk ha pubblicato un editoriale sul Los Angeles Times intitolato "Non c'è nulla di inerente sul fatto che gli uomini siano più numerosi delle donne nelle scienze". L'articolo contrasta la credenza popolare secondo cui le donne siano sottorappresentate nei campi scientifici a causa della loro innata predisposizione verso le discipline umanistiche. Evidenziando il rapporto inestricabile tra natura e educazione, sottolinea l'impossibilità di attribuire la sottorappresentazione femminile nella scienza a una causa innata. Citando l'integrità scientifica essenziale, sostiene che fino a quando ragazzi e ragazze non saranno cresciuti in circostanze identiche, non sarà possibile provare alcuna inclinazione femminile intrinseca verso o lontano dalle scienze.

### Dirigenza universitaria
Zuk è professoressa nel dipartimento di Ecologia, Evoluzione e Comportamento presso il College of Biological Sciences. È il decano della Facoltà.

## Premi e riconoscimenti
Nel 2015 Zuk ha ricevuto l'Edward O. Wilson Naturalist Award dalla Società Naturalistica America (American Society of Naturalists).
Nel 2017, Zuk è stata eletta Fellow della American Academy of Arts and Sciences e nel 2019 è stata eletta alla National Academy of Sciences.
Una borsa di studio della Society for Integrative &amp; Comparative Biology porta il suo nome. La borsa di studio premia la presentazione orale nella divisione del comportamento animale.
Le è stato conferito il BBVA Foundation Frontiers of Knowledge Award del 2022.